# 30798 Graubünden
30798 Graubünden è un asteroide della fascia principale. Scoperto nel 1989, presenta un'orbita caratterizzata da un semiasse maggiore pari a 2,7065780 UA e da un'eccentricità di 0,1269702, inclinata di 7,82925° rispetto all'eclittica.